# Stever
Stever este o arie protejată (arie specială de conservare — SAC, sit de importanță comunitară — SCI) din Germania întinsă pe o suprafață de 14,78 ha, integral pe uscat.

## Localizare
Centrul sitului Stever este situat la coordonatele 51°42′39″N 7°24′16″E / 51.7108°N 7.4044°E.

## Înființare
Situl Stever a fost declarat sit de importanță comunitară în martie 2001 pentru a proteja 1 specie de animale. Situl a fost protejat și ca arie specială de conservare în mai 2005.

## Biodiversitate
Situată în ecoregiunea atlantică, aria protejată nu include niciun habitat protejat.
La baza desemnării sitului se află o specie protejată de  pești: Cobitis taenia Complex.